# Kologo (Côte d'Ivoire)
Pour les articles homonymes, voir Kologo.
Kologo est un village du canton N'Garadougou, dans la Région du Worodougou en Côte d'Ivoire.
Situé à 12 km à l'ouest de la sous-préfecture Morondo.